# Tănkoto, Smolean
Tănkoto (în bulgară Тънкото) este un sat în comuna Madan, regiunea Smolean,  Bulgaria. 

## Demografie
Componența etnică a satului Tănkoto
     Turci (16,41%)
     Bulgari (68,65%)
     Nicio identificare (14,92%)
     Altele (0%)
La recensământul din 2011, populația satului Tănkoto era de 67 locuitori. Din punct de vedere etnic, majoritatea locuitorilor (68,65%) erau bulgari, cu o minoritate de turci (16,41%). Pentru 14,92% din locuitori nu este cunoscută apartenența etnică.